# 瀬田村
瀬田村（せたむら）は、熊本県菊池郡にあった村である。
1956年8月1日、立野以外が大津町および菊池郡陣内村、平真城村、護川村（一部）、阿蘇郡錦野村（一部）と新設合併し、新町制による大津町となり、立野が長陽村へ編入された。

## 沿革
- 1889年4月1日 - 町村制施行により瀬田村、大林村、吹田村、立野村が合併し瀬田村が発足。
- 1956年8月1日 - 大津町・陣内村・平真城村・瀬田村（立野を除く）・護川村（一部）・錦野村（一部）が対等合併し、大津町となる。瀬田村（立野）が長陽村へ編入。

## 地理
大津町の東部にあり、立野、瀬田、大林、吹田からなる。東西8㎞、南北2.5㎞。白川と黒川が合流する立野の火口瀬から西方、白川の右岸一帯である。
阿蘇の火口原から立野の火口瀬を吹き抜ける強風を「まつぼり風」といい、春秋の気温差が大きい日にひどく発生する。

## 歴史
基本的に大津町史に準拠する。
原始
山林、原野の中には谷清水が多くあり、縄文早期から弥生時代、古墳時代の遺跡が発見されている。瀬田裏遺跡は縄文早期から弥生時代、大林遺跡は弥生時代の土器や古墳時代の円墳、箱式石棺が発見されている。
中世
阿蘇文書の中に、正治2年（1200年）に阿蘇惟泰が嫡子惟次に南郷谷の領地を譲渡しており、その10ヵ村の中に「せた村」が含まれている。同文書の「北条時定下文」の中に「阿蘇神社領南郷内瀬多村」とあり、大林がその下に察していたことが延慶3年（1309年）の文書でわかる。文明16年（1484年）の阿蘇文書には「たての」（立野）の名がみえる。
瀬田村に属する立野、瀬田、大林は中世の頃まで阿蘇郡に属し、阿蘇神社領南郷に入っていたと思われる。室町時代には瀬田氏を名乗る小領主がおり、瀬田彦三郎などが阿蘇大宮司家家臣としてでてくる。
戦国時代には合志氏の支配を受け、瀬田新左衛門が続野尾城を構えるも、合志氏と時を同じくして島津氏に滅ぼされている。
近世
近世以降は合志郡に属している。慶長9年の検地帳によると、大林村と吹田村合わせて畠127町余、石高約800石である。
元和4年（1616年）下井手堰の竣工により、269町余の水田化が進み、上井手堰が寛永14年（1637年）に完成し334町の水田を新たに開発した。
立野には万治元年（1658年）、屯田集落の機能をもつ地筒が置かれ、再開発が行われた。赤瀬に堰がつくられ、立野井手による52町の灌漑が行われた（ 熊本藩年表稿 ・肥後藩農業水利史）。
近代
明治時代の瀬田、大林、吹田の水田は71町余、畑は326町余で、人数は1,999人である。
明治22年には豊肥線が立野まで延長され、瀬田駅と立野駅が設けられ、2年後には宮地まで開通し、立野赤水間はスイッチバックにより運行された。昭和3年には高森線が開通している。
また、大正3年から11年にかけて黒川第一、第二、第三水力発電所が建設された。

## 教育
- 瀬田村立瀬田東小学校（後に長陽村立立野小学校→南阿蘇村立立野小学校）
- 瀬田村立瀬田西小学校（後に大津町立瀬田小学校）